# Eremocosta robusta
Eremocosta robusta är en spindeldjursart som först beskrevs av Roewer 1934.  Eremocosta robusta ingår i släktet Eremocosta och familjen Eremobatidae. Inga underarter finns listade i Catalogue of Life.